# Штальман, Рихард
Ри́хард Шта́льман (нем. Richard Stahlmann, настоящее имя Артур Ильнер (нем. Artur Illner), псевдонимы Эберхард Розенталь, Рихард Павлович; 15 октября 1891, Кёнигсберг — 25 декабря 1974, Берлин) — немецкий коммунист, офицер МГБ ГДР. Советский разведчик.

## Биография
Артур родился в бедной семье плотника и домохозяйки. После окончания начальной школы вступил в организацию Социалистическая рабочая молодёжь. В 1905—1910 годы работал столяром, затем отправился путешествовать. Проходил службу в Германской армии. Участник Первой мировой войны. Участвовал в боях в звании рядового солдата на разных фронтах в 1914—1917 годах. В 1917 году был пленён британскими солдатами, в 1918 году освобождён. По возвращении на родину вступил в КПГ и опять устроился работать столяром в Кёнигсберге. Активно занимался партийной и профсоюзной работой. Участвовал в сражениях в Рурской области и в восстании рабочих в Средней Германии. Возглавлял партийный военный аппарат в Восточной Пруссии в период Германского восстания 1923 года, работал в военном аппарате ЦК КПГ в Берлине в 1923—1924 годах. Эмигрировал в СССР, где получил советское гражданство, прошёл курс обучения в Военно-политической школе Коминтерна (1924—1925).

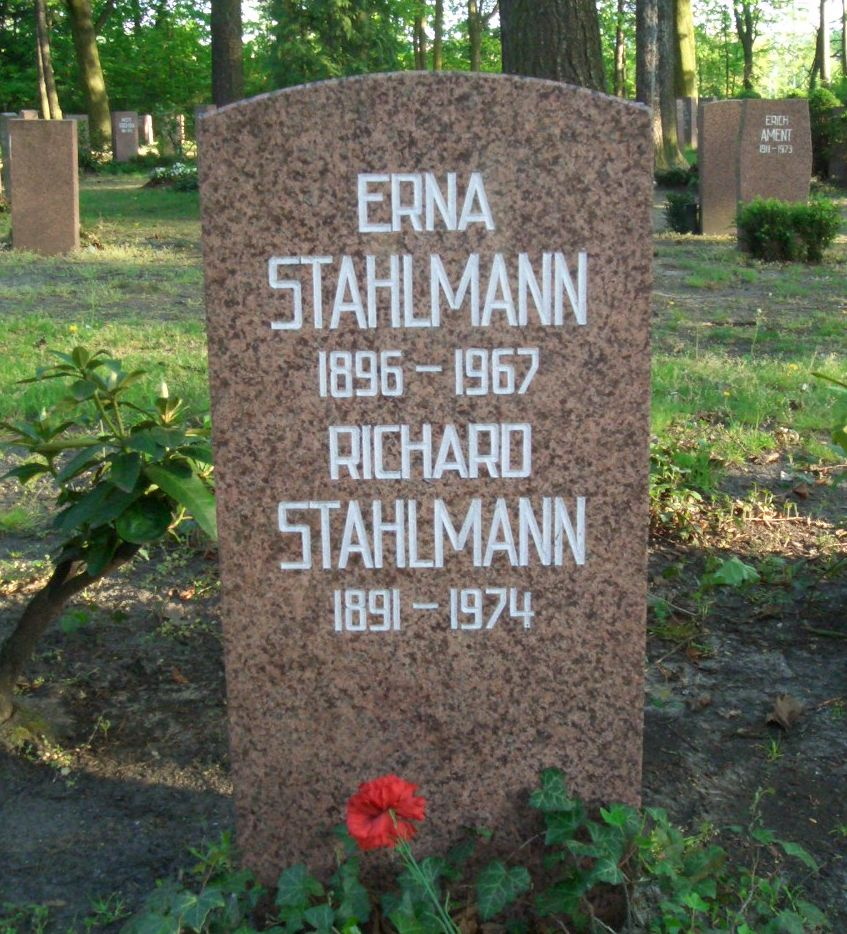
Могила Рихарда Штальмана на Центральном кладбище Фридрихсфельде

Находился на нелегальной работе по линии военного аппарата Орготдела и, одновременно, Разведывательного управления Штаба РККА; затем побывал в Китае, Чехословакии, Великобритании, Нидерландах, Франции. Вернувшись в Москву, преподавал в Международной ленинской школе. Потом снова направлен за рубеж; был помощником Георгия Димитрова, занимался балканскими делами, работал в Берлине, редактировал журнал Британской коммунистической федерации.
После прихода к власти нацистов работал в Вене, Париже. Затем снова вернулся в Москву, где пробыл несколько месяцев, потом был направлен на Пиренейский полуостров. В Испании командовал партизанским подразделением (отряд Рихарда), вошедшим позднее в 14-й партизанский корпус Республиканской армии. Из Мадрида через Москву Рихард выехал в Париж, где около двух лет в Коминтерне вёл балканские дела. В 1940 году его переводят в Стокгольм, там он становится членом Загранбюро КПГ и занимается организацией движения сопротивления в Германии. Работает под псевдонимом Кале вместе с Гербертом Вернером и Карлом Мефисом. После их ареста шведской полицией в 1942 году, Штальман покидает страну и отправляется обратно в СССР. Служит в немецком отделе ГРУ РККА, в качестве инструктора ведёт работу среди немецких военнопленных.
В 1946 году Штальман возвращается в Германию, в Мекленбург, где сразу же становится членом партийного руководства; немедленно налаживает работу полиции и контрразведки. Начальник орготдела, потом отдела внешних связей ЦК СЕПГ (1946—1951), который ведал в том числе и нелегальными связями с организациями КПГ в Западной Германии. С 1951 года ответственный сотрудник Внешнеполитической разведки ГДР, где возглавлял оперативно-техническую службу и контрольно-инструкторскую группу.
В дальнейшем, начальник специального и учебного кабинетов отдела кадров и обучения Главного управления разведки МГБ ГДР. С 1960 года в отставке, пенсионер.

## Воспоминания современников
Рихард Штальман, которому предстояло стать ответственным за создание оперативно-технической службы, был симпатичным человеком. Вся его жизнь прошла под знаком конспирации с тех пор, как в 1923 году он стал работать в Военном совете КПГ. Его звали, собственно, Артур Ильнер, но псевдоним стал «второй натурой» Штальмана, так что даже его жена Эрна называла мужа Рихардом. Хотя Штальман никогда не занимал высоких партийных постов, у него сложились доверительные отношения со всем руководством. Как и вся «старая гвардия», он редко рассказывал о волнующих событиях прошлого, и далеко не сразу я узнал, что именно Штальман был знаменитым «партизаном Рихардом» — участником гражданской войны в Испании, близким доверенным лицом Георгия Димитрова, а во время войны помогал в Швеции Герберту Венеру в организации нелегальной работы КПГ в Германии. Оставшиеся в живых участники испанской войны с большим уважением говорили о его способностях руководителя и об осмотрительности, с которой он готовил опасные операции. Димитров неоднократно поручал ему важные задания.
Вероятно, только человек моего поколения может понять, что тогда означало для нас имя Димитрова. Когда после процесса о поджоге рейхстага и своего освобождения он приехал в Москву, мы чествовали его как героя, устоявшего перед нацистами. И этот герой безоговорочно доверял Штальману, находившемуся бок о бок с ним, называя его «лучшей лошадью в конюшне». В таких людях, как Рихард Штальман, я видел воплощение своих идеалов. Это были профессиональные революционеры, служившие мне примером дня подражания..

## Награды
- Орден «За заслуги перед Отечеством»
- Орден Знамени Труда